# HMS Kenya (14)
HMS Kenya (14) (sau đổi thành C14) là một tàu tuần dương hạng nhẹ lớp Crown Colony của Hải quân Hoàng gia Anh Quốc; được đặt tên theo lãnh thổ Kenya, vốn là một thuộc địa của Đế quốc Anh khi nó được chế tạo vào cuối những năm 1930. Kenya đã hoạt động trong Chiến tranh Thế giới thứ hai, và sau đó là trong cuộc Chiến tranh Triều Tiên cho đến khi ngừng hoạt động năm 1958 và được tháo dỡ vào năm 1962.

## Thiết kế và chế tạo
Kenya được chế tạo bởi hãng Alexander Stephen and Sons tại Glasgow, Scotland. Nó được đặt lườn vào ngày 18 tháng 6 năm 1938, được hạ thủy vào ngày 18 tháng 8 năm 1939, và được đưa ra hoạt động vào ngày 27 tháng 9 năm 1940.

## Lịch sử hoạt động

### Chiến tranh Thế giới thứ hai
Kenya đã tham gia vào việc săn đuổi thiết giáp hạm Đức Bismarck vào tháng 5 năm 1941 trong thành phần Hải đội Tuần dương 2 thuộc Hạm đội Nhà Anh Quốc đặt căn cứ tại Scapa Flow. Vào ngày 3 tháng 6, Kenya và Aurora bất ngờ tấn công và đánh chìm tàu chở dầu Đức Belchen vốn đang tiếp tế cho tàu ngầm U-boat U-93 trong eo biển Davis.
Trong tháng 9 và tháng 10 năm 1941, Hải quân Hoàng gia đề ra kế hoạch Stonewall để ngăn chặn các tàu buôn vượt phong tỏa được tàu ngầm U-boat hộ tống đi qua vịnh Biscay tiến vào Đại Tây Dương. Sau khi hộ tống đoàn tàu vận tải Halberd đi đến Malta từ ngày 24 tháng 9 đến ngày 1 tháng 10, Kenya và Sheffield đã ngăn chặn tàu vượt phong tỏa Rio Grande đang nhắm đến Nhật Bản và được tàu ngầm U-204 hộ tống. Rio Grande đã chạy thoát, nhưng một tàu vượt phong tỏa khác, chiếc Kota Pinang, bị đánh chìm về phía Tây mũi Finisterre.
Kenya né tránh được các cuộc không kích của Đức trong các ngày 27-28 tháng 10. Nó giờ đây được mang tên lóng "The Pink Lady", do được ngụy trang bằng màu sơn hồng Mountbatten trong hoạt động đột kích các căn cứ đối phương trên đảo Vågsøy ngoài khơi bờ biển Na Uy. Màu hồng Mountbatten nó sử dụng đã hòa lẫn với màu sơn hồng mà quân Đức đánh dấu trên các quả đạn pháo của họ, ngăn trở các trinh sát Đức phân biệt đạn pháo nổ và con tàu. Lực lượng quay trở về Scapa Flow vào đầu tháng 1 năm 1942. Kenya quay trở lại nhiệm vụ hộ tống các đoàn tàu vận tải Bắc Cực từ tháng 3 đến tháng 5 năm 1942. Vào ngày 22 tháng 3, sau khi hộ tống đoàn tàu vận tải PQ12 đến Murmansk, Kenya đã chất lên tàu 10 tấn vàng dự trữ của Nga đưa về Anh để cất giữ an toàn.

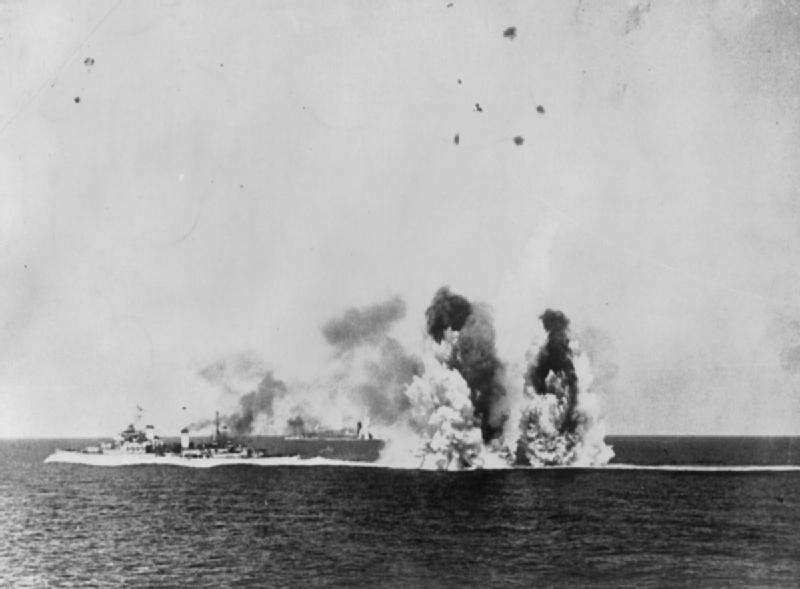
Chiến dịch Pedestal, 12 tháng 8 năm 1942: HMS Kenya đang bị không kích trong chuyến quay trở về Gibraltar

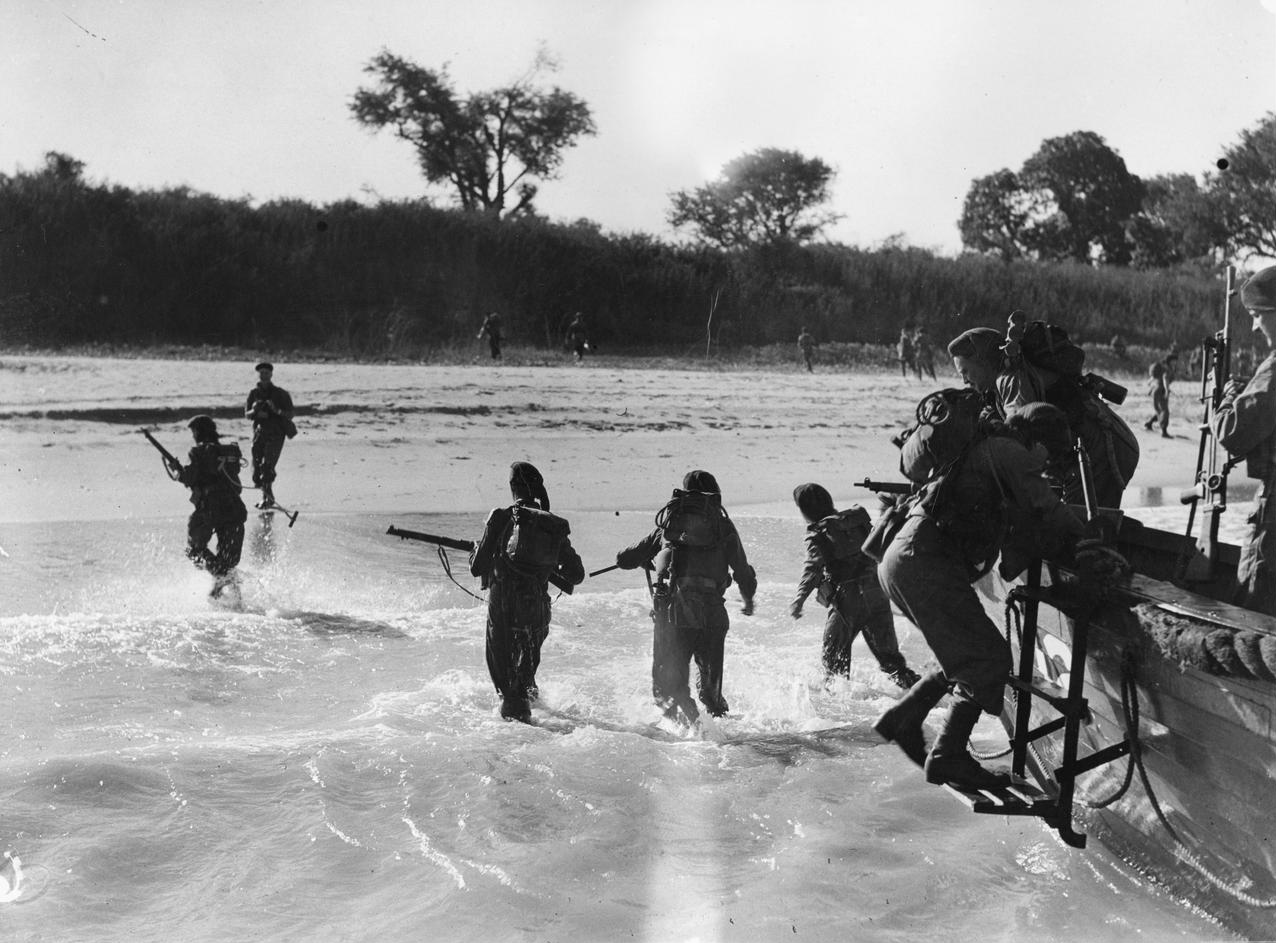
Thủy binh Hoàng gia của HMS Kenya đổ bộ lên bờ khi xuồng đổ bộ đi đến bãi biển Cheduba, phía Nam Ramree, Miến Điện

### Chiến tranh Triều Tiên
Sau khi Thế chiến II kết thúc, Kenya gia nhập Trạm Tây Ấn và Mỹ cùng Hải đội Tuần dương 8 vào tháng 10 năm 1946; rồi đến tháng 12 năm 1947, nó quay về Anh và được đưa về lực lượng dự bị. Vào tháng 5 năm 1949, nó hoạt động trở lại để thay thế cho chiếc HMS London tại Trạm Viễn Đông. London được cho ngừng hoạt động và tháo dỡ sau đó.
Khi Chiến tranh Triều Tiên nổ ra, Kenya đã bắn phá đảo Choda vào tháng 3 chuẩn bị cho việc đổ bộ 200 binh lính Nam Triều Tiên xuống đây. Tuy nhiên, lực lượng trên đã không có mặt.
Sau các hoạt động tuần tra khác ngoài khơi Inchon, vào ngày 11 tháng 4 Kenya được lệnh rời Sasebo truy tìm một máy bay đối phương bị bắn rơi. Nó được lệnh hủy bỏ nhiệm vụ và đi đến Kure, Nhật Bản, nơi Đại tá Hải quân Podger tiếp nhận quyền chỉ huy con tàu vào ngày 22 tháng 4. Trong tháng 5, nó chiếm lấy vị trí ngoài khơi Inchon, trải qua 10 ngày bắn phá bờ biển trong nhiều dịp khác nhau. Nhiệm vụ tuần tra và bắn phá được tiếp nối trong suốt mùa Hè, chỉ ngắt quãng bởi một chặng ghé qua Hong Kong, cho đến khi nó rời Sasebo vào ngày 25 tháng 8, đi ngang qua Hong Kong để đến Singapore cho một đợt tái trang bị. Nó rời ụ tàu vào ngày 12 tháng 11 và được tái vũ trang trước khi rời Trạm Viễn Đông vào ngày 17 tháng 11. Kenya ghé qua Malta vào ngày 10 tháng 12 và Gibraltar ba ngày sau đó trước khi về đến eo biển Anh Quốc vào ngày 16 tháng 12.